# مارتن غودمان
مارتن غودمان (بالإنجليزية: Martin Goodman)‏ هو كاتب ومحرر يهودي أمريكي، ولد في 18 يناير 1908 في بروكلين في الولايات المتحدة، وتوفي في 6 يونيو 1992 في بالم بيتش في الولايات المتحدة بسبب ذات الرئة. وهو ناشر لمجلة اللب.

## وصلات خارجية
- مارتن غودمان على موقع الموسوعة البريطانية (الإنجليزية)